# Chiesa di Sant'Antonio Abate (Ponti sul Mincio)
La chiesa di Sant'Antonio Abate è la parrocchiale di Ponti sul Mincio, in provincia e diocesi di Mantova; fa parte del vicariato foraneo San Luigi.

## Storia
La primitiva chiesa pontirola, attestata per la prima volta in una bolla papale di Eugenio III del 1145, la Piae postulatio voluntatis, sorgeva sulla collina che sovrasta il centro abitato ed era dotata del camposanto e del fonte battesimale.
Dalle relazioni delle visite pastorali effettuate nel XVI secolo dal vescovo di Verona Gian Matteo Giberti si apprende che la parrocchialità era stata trasferita prima da quest'antica chiesa, dedicata a santa Maria, a quella di San Leonzio e poi a quella di San Giacomo.
Alla fine del Cinquecento il vescovo Agostino Valier, rilevando l'insufficienza della chiesa di San Giacomo a soddisfare le esigenze dei fedeli, ordinò che l'oratorio di Sant'Antonio Abate venisse riedificato ed adattato al ruolo di nuova parrocchiale; i lavori iniziarono nel 1583 e si conclusero entro la fine del secolo.
Tra il 1694 e il 1697, grazie all'interessamento dell'allora parroco don Gerolamo Danesi, si procedette all'ampliamento della chiesa mediante la sopraelevazione del tetto e il prolungamento della navata in direzione della piazzetta antistante.
Nel 1844 risultava che la parrocchiale di Sant'Antonio Abate aveva come filiali quattro oratori, ovvero due privati e quelli, pubblici, di San Nicolò e della Beata Vergine dei Sette Dolori, ubicato presso il cimitero.
Nella seconda metà del XIX secolo l'edificio venne interessato da ulteriori rimaneggiamenti, in occasione dei quali si provvide ad ampliare l'aula e a ricostruire il presbiterio.
La facciata della chiesa fu restaurata nel 1919, mentre tra il 1963 e il 1965, in occasione di una generale risistemazione del luogo di culto, venne rimodellata in stile neoclassico.
Nel 1970 si procedette all'adeguamento liturgico in ossequio alle norme postconciliari mediante l'aggiunta dell'altare rivolto verso l'assemblea e dell'ambone; nel 1977 la parrocchia passò dalla diocesi di Verona a quella di Mantova, in modo da far coincidere il confine tra le due circoscrizioni ecclesiastiche a quello regionale e provinciale.

## Descrizione

### Esterno
La facciata a capanna della chiesa, rivolta a nordovest, presenta centralmente il portale d'ingresso architravato, una specchiatura e una finestra a lunetta murata e ai lati due nicchie ospitanti altrettante statue; il prospetto è scandito da quattro lesene tuscaniche sorreggenti una doppia cornice modanata e il timpano, lasciato incompleto senza cornici.
Annesso alla parrocchiale è il campanile a base quadrata, la cui cella presenta su ogni lato una monofora a tutto sesto ed è coperta dal tetto a quattro falde.

### Interno

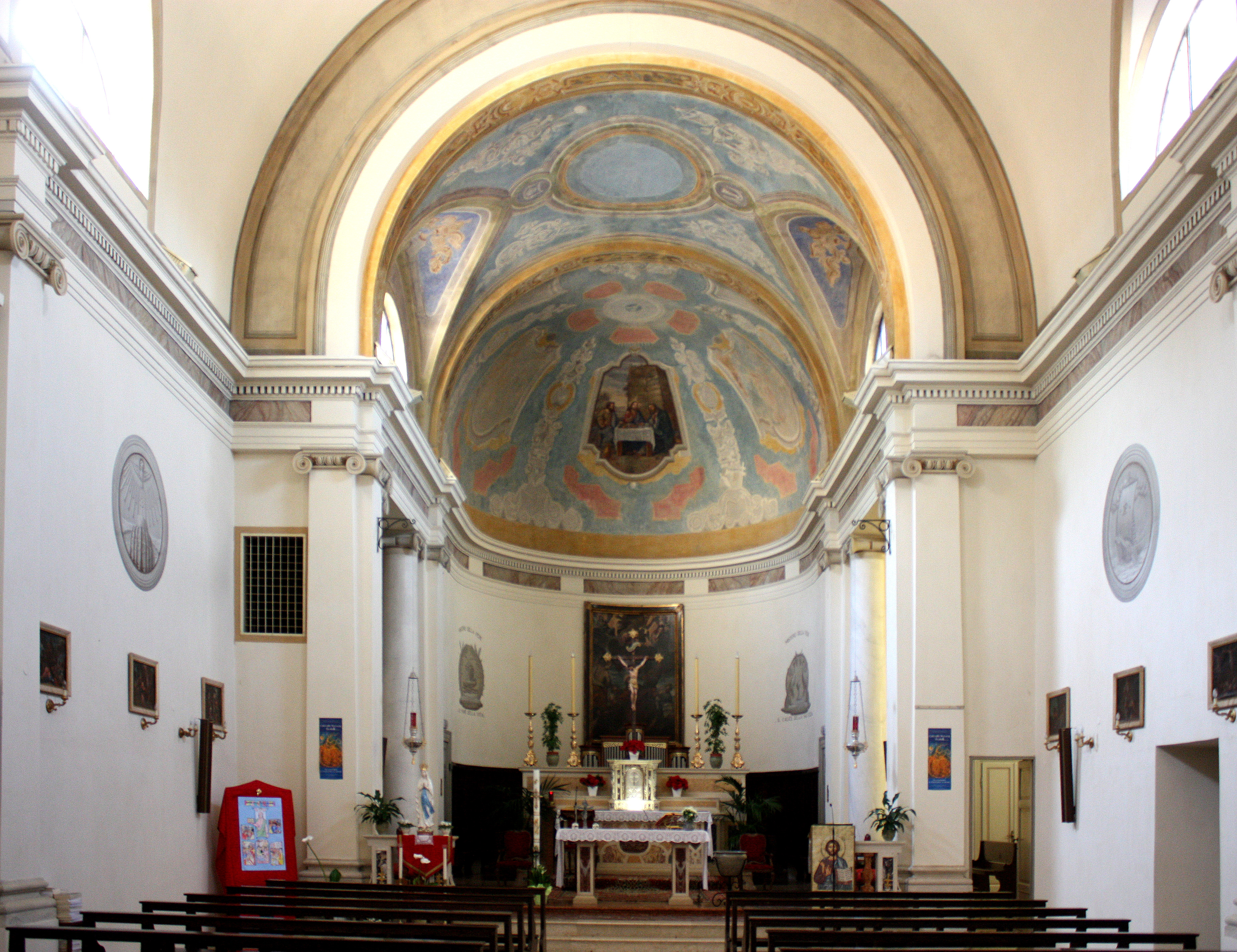
L'interno

L'interno dell'edificio si compone di un'unica navata, sulla quale si affacciano le due cappelle laterali, introdotte da archi a tutto sesto, e le cui pareti sono scandite da paraste sorreggenti la trabeazione modanata e aggettante sopra la quale si imposta la volta a botte; al termine dell'aula si sviluppa il presbiterio, rialzato di alcuni gradini e chiuso dall'abside semicircolare.
Qui sono conservate diverse opere di pregio, tra le quali la statua lignea con soggetto la Madonna con Bambino intagliata nel XVIII secolo, la pala raffigurante i Santi Sebastiano Francesco con le anime purganti, eseguita dai fratelli fiamminghi Meves, e la tela ritraente le tentazioni di Sant'Antonio.